# Чаби Прието
Чабиер Прието Аргарате (роден на 29 август 1983 в Сан Себастиан), по-известен като Чаби Прието, е испански футболист, играе като полузащитник и се състезава за испанския Реал Сосиедад.

## Клубна кариера
На 8 октомври 2003 г. Прието прави дебюта си в Примера дивисион с родния си Реал Сосиедад в мач срещу отбора от провинция Навара Осасуна. През първия си сезонв първия отбор, Прието записва осем участия като резерва, седем от които са късно в мача. На 23 май 2003 г., след като всичко в първенството е решено, Прието започва като титуляр и отбелязва два гола на Реал Мадрид за победата като гост с 4-1. Един от головете е от дузпа.
През сезон 2005/06 Прието става важен футболист в първия тим, като започва като взима участие във всичките 38 мача от Примера дивисион за сезона. Отбелязва девет гола, шест от тяx от дузпа. През сезон 2006/07 отново е ключов футболист, но отбора на Реал Сосиедад изпада в Сегунда дивисион.
През сезон 2009/10 Прието участва в 35 мача за своя отбора във второто ниво на испанския футбол, вкарва седем попадения и помага на своя отбор да се завърне в елита след 3-годишно отсъствие. През следващия сезон 2010/11 Прието вкарва единственото попадение в първия мач от сезона срещу Виляреал след пас с пета на новото попълнение на Сосиедад Йосеба Йоренте.
На 6 януари 2013 г. Прието отбелязва първият си xеттрик в кариерата при загубата с 3-4 от Реал Мадрид. Един от головете е от дузпа, а останалите два от ситуации очи в очи с Икер Касиляс. На 26 май 2013 г. Прието отбелязва нови два гола срещу Реал Мадрид, а мачът завършва 3-3.

## Национален отбор
Прието има записани пет мача за националния отбор на Испания до 21 години.